# Ca n'Aixuta
Ca n'Aixuta és un jaciment arqueològic al terme municipal de Muro (Mallorca). Es troba molt a prop del talaiot de Sa Font / Son Morei seguint el camí de son Morei en direcció a Muro, just devora una pedrera. Consisteix en un hipogeu isolat de planta allargada que s'ha datat al bronze mig naviforme II (ca. 1700-1400 a.C). Es tracta d'un exemple d'hipogeu artificial que presenta diverses de les característiques clàssiques de les coves d'aquest període. Conserva un accés circular que descendeix com una mena de pou cap a una cambra sepulcral de petites dimensions. La cambra és allargada amb el sòtil arrodonit i acaba a un absis. Té dos bancs laterals que servien per poder dipositar els cossos i els aixovars dintre de la tomba amb una fossa a la part central per la que es podia transitar a l'interior sense fer malbé els enterraments. També compta amb un nínxol (petita obertura lateral que pogué servir per dipositar-hi ofrenes). L'estat de conservació és bo.